# 1938년 공정근로기준법

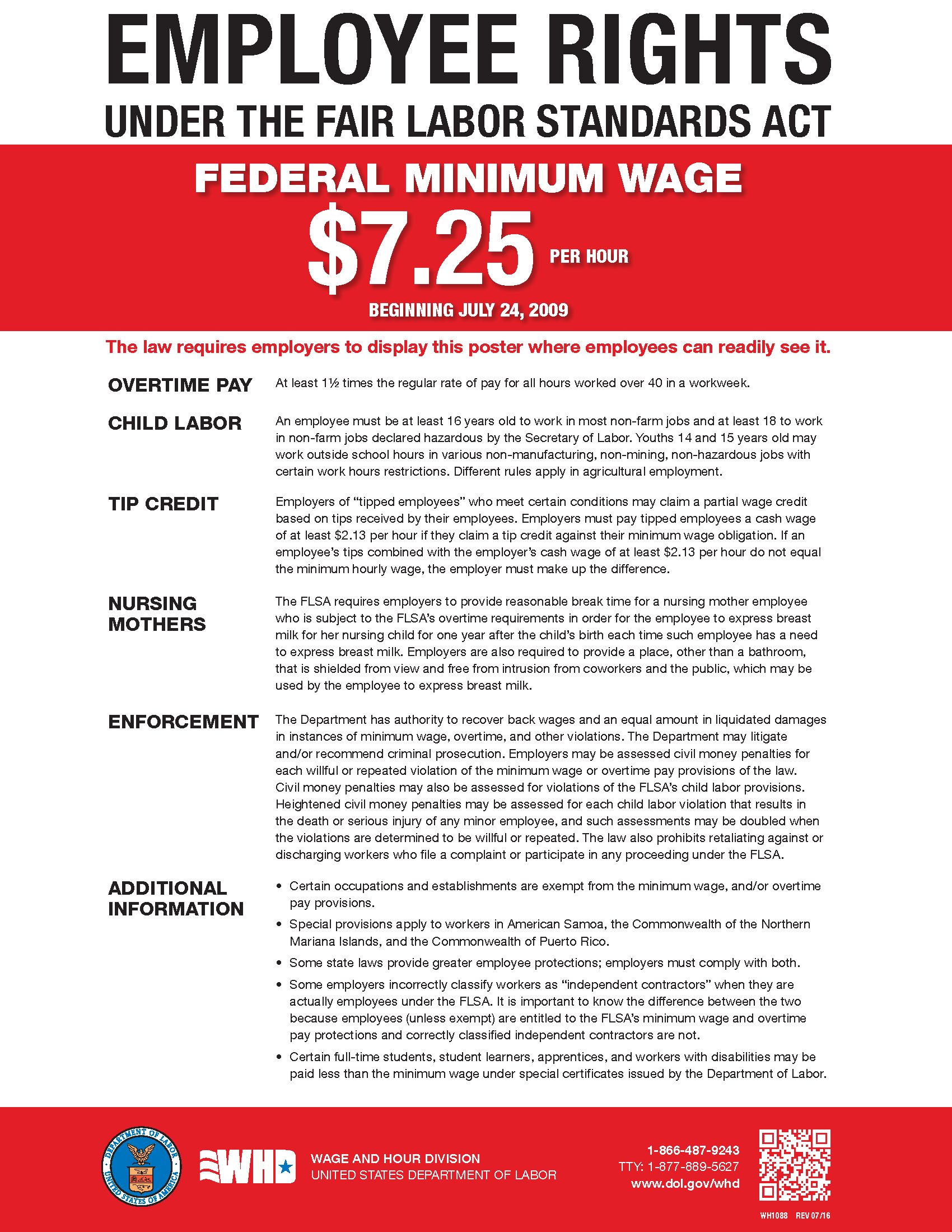
공정근로기준법에 따른 근로자의 권리를 알리는 미국 노동부 포스터

1938년 공정근로기준법(영어: Fair Labor Standards Act of 1938, 29 U.S.C. § 203, FLSA)은 미국 노동법으로, 최저임금과 주 40시간 이상 근무 시 "1.5배"의 초과근무 수당을 받을 권리를 창설한다. 또한 "억압적인 아동 노동"에 대한 미성년자의 고용을 금지한다. 이 법은 주간 통상에 종사하거나 통상 또는 통상 목적의 상품 생산에 종사하는 기업에 고용된 직원에게 적용되며, 고용주가 적용 제외를 주장할 수 있는 경우는 제외한다. 이 법은 제75차 미국 의회에서 제정되었고 1938년에 프랭클린 D. 루스벨트 대통령이 서명하여 법률이 되었다.

## 실제 적용
공정근로기준법은 고용주가 적용 제외를 주장할 수 없는 한 "주간 통상에 종사하거나 통상 목적의 상품 생산에 종사하는 직원, 또는 통상 또는 통상 목적의 상품 생산에 종사하는 기업에 고용된 직원"에게 적용된다. 일반적으로 연간 50만 달러 이상의 사업 또는 총 매출을 올리는 고용주는 FLSA의 상업 요건을 충족하므로, 다른 적용 제외가 없는 한 해당 고용주의 근로자는 공정근로기준법의 보호를 받게 된다. 고용주가 법정 최저임금, 초과근무, 기록 유지 요건을 충족하지 않아도 되는 몇 가지 적용 제외가 존재한다. 가장 큰 예외는 전문직, 행정직, 경영직 직원에게 적용되는 이른바 "화이트칼라" 적용 제외이지만, 영화관 근로자와 같은 직업에도 적용 제외가 존재한다. 적용 제외는 엄격하게 해석되며, 고용주는 직원이 적용 제외 조건에 "명확하고 틀림없이" 부합함을 입증해야 한다.
공정근로기준법은 "고용주에 의해 고용된 모든 개인"에게 적용되지만, FLSA에 따라 "직원"으로 간주되지 않는 독립 계약자나 자원봉사자에게는 적용되지 않는다. 그럼에도 불구하고, 고용주는 단순히 근로자를 독립 계약자로 부르는 것으로 공정근로기준법에서 면제할 수 없으며, 많은 고용주들이 불법적으로 그리고 잘못되게 근로자를 독립 계약자로 분류해왔다. 일부 고용주들은 유사하게 직원을 자원봉사자로 잘못 분류한다. 법원은 근로자가 독립 계약자인지 여부를 판단하기 위해 추정 고용주와 근로자 간의 관계의 "경제적 현실"을 살펴본다. 법원은 근로자가 둘 이상의 사람이나 법인에 동시에 고용되었는지 여부를 판단하기 위해 유사한 기준을 사용하며, 이는 일반적으로 "공동 고용주"라고 불린다. 예를 들어, 농장 근로자는 노동 계약자(모집, 운송, 급여, 근무 시간 기록을 담당)와 재배자(일반적으로 수행되는 작업의 품질을 모니터링하고, 근로자를 배치할 위치를 결정하며, 이용 가능한 작업량을 통제하고, 품질 관리 요구 사항을 가지며, 근로자를 해고, 징계하거나 작업 지시를 내릴 권한이 있음)에 의해 공동으로 고용된 것으로 간주될 수 있다.
많은 경우에 고용주들은 직장 간 이동 시간, 근무 시작 또는 종료 전 활동, 핵심적인 업무 활동 준비와 같이 면제되지 않는 직무에 대해 초과근무 수당을 제대로 지급하지 않는다. 직원이 초과근무 수당을 받을 자격이 있는 경우, 고용주는 동일한 주간 근무 시간 내에 40시간을 초과하여 근무한 모든 시간에 대해 "정상 임금의 1.5배"를 지급해야 한다.
종교 관련 고용주에 의해 성직자 역할로 고용된 직원은 이 법에 따라 초과근무 수당을 받을 자격이 없다.
제2차 세계 대전 중에는 전쟁 생산 우수성을 위한 육군-해군 "E" 상 수상 자격에 이 법에 따라 확립된 공정한 노동 기준 유지가 포함되었다.

### 면제
공정근로기준법은 최저임금, 초과근무 수당, 기록 유지, 아동 노동 기준을 설정하지만, 특정 직원은 면제될 수 있다. 면제에는 경영직, 행정직, 전문직, 컴퓨터 직원, 외부 영업직 면제가 포함된다.

### 팁
공정근로기준법에 따르면, 고용주는 각 직원에게 최저임금을 지급해야 한다. 단, "직원이 월 30달러 이상의 팁을 관례적이고 정기적으로 받는 직업에 종사하는 경우"는 예외이다. 팁을 포함한 직원의 임금이 최저임금에 미치지 못하는 경우, 고용주는 그 차액을 보충해야 한다. 그러나 직원은 개별적으로 또는 팁 풀을 통해 모든 팁을 보유할 수 있어야 한다. 팁 풀에는 "관례적이고 정기적으로 팁을 받는 직원"만 포함될 수 있다. "'관례적이고 정기적으로'라는 문구는 때때로 발생하는 것보다는 빈번해야 하지만, 항상 발생하는 것보다는 덜 빈번해야 한다는 것을 의미한다."
직무의 명칭이 결정적인 것은 아니지만, "버스보이" 직무는 권위 있는 출처에 의해 팁 풀 포함이 명시적으로 승인되었다. "버스보이는 고객과의 직접적인 상호작용은 많지 않지만, 고객에게 보이는 방식으로 고객 서비스의 필수적인 부분을 수행한다. 따라서 서비스 바텐더가 팁 풀에 유효하게 포함되려면, 그의 서비스에 대한 보답으로 고객이 '관례적이고 정기적으로' 팁을 주도록 유도하기에 충분한 최소한의 기준을 충족해야 한다(직접 팁을 받을 필요는 없다)."

## 입법 및 행정 이력

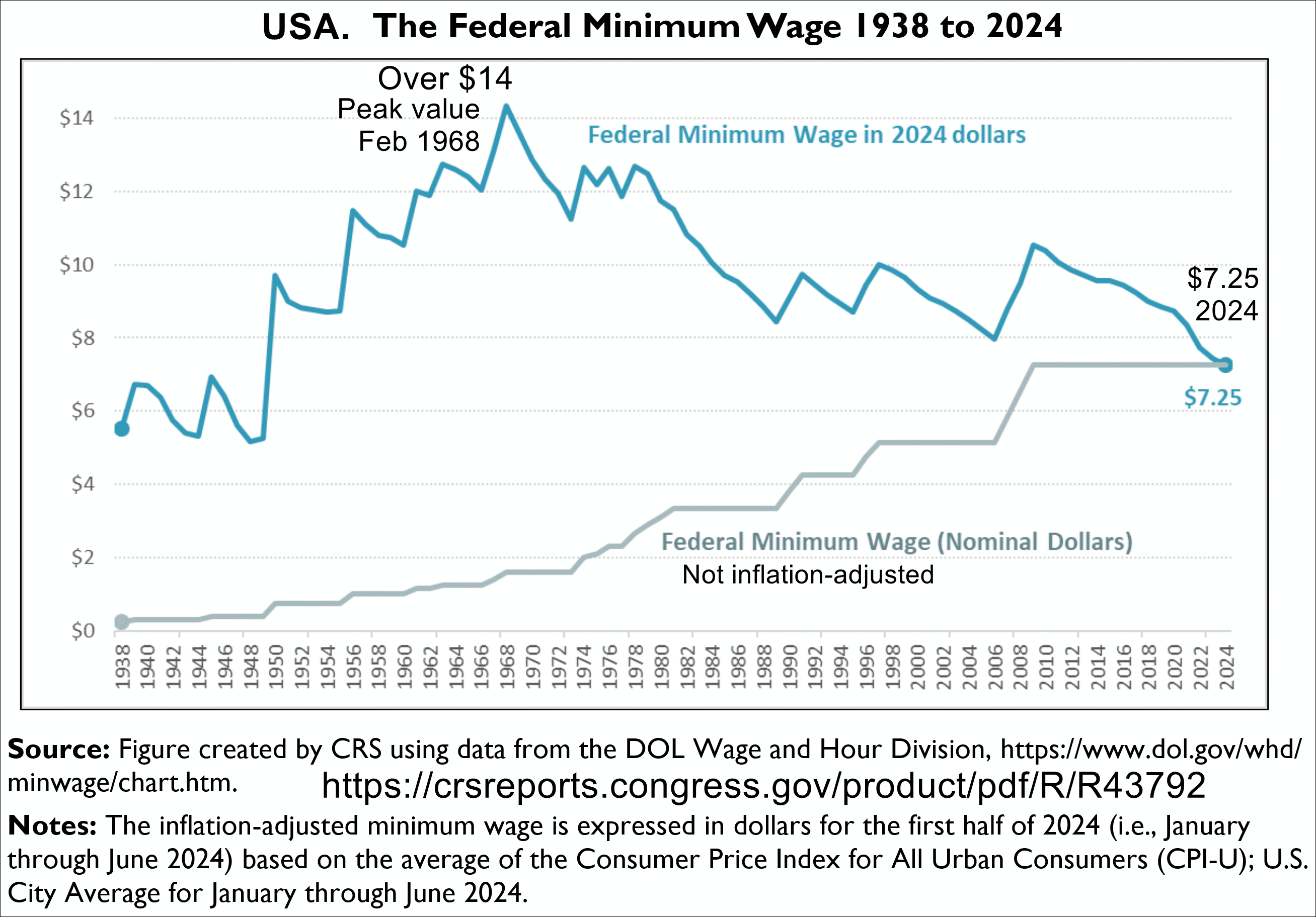
미국의 연방 최저시급 연혁(인플레이션 조정 포함). 미국 의회조사국.

### 1938년 공정근로기준법
공정근로기준법은 1932년 미국 상원 의원 휴고 블랙이 처음 초안을 작성했으며, 그는 고용주에게 30시간 근무 주를 의무화하는 제안을 했으나 거센 저항에 부딪혔다.
1938년, 블랙의 제안이 수정된 버전으로 통과되었다. 수정된 버전은 프랜시스 퍼킨스, 미국 노동부 내 노동 기준국의 클라라 모텐슨 바이어, 그리고 메리 T. 노턴 하원 의원을 포함한 여러 저명한 인사들의 지원을 받았다. 수정된 제안은 8시간 근무와 40시간 근무 주를 채택했으며, 근로자들이 추가 4시간의 초과근무에 대해서도 임금을 받을 수 있도록 했다. 이 법에 따르면, 근로자는 최저임금을 받아야 하며, 초과근무 수당은 통상 임금의 1.5배여야 한다. 18세 미만 아동은 특정 위험한 작업을 할 수 없으며, 16세 미만 아동은 제조 또는 광업에서 일하거나 학교 수업 시간 동안 일할 수 없다. 비록 경영진, 계절 근로자 및 일부 다른 그룹은 포함되지 않았지만, 공정근로기준법은 70만 명의 근로자에게 임금 인상을 제공했으며, 프랭클린 루스벨트 미국 대통령은 이 법을 1935년 사회보장법 이후 뉴딜 입법 중 가장 중요한 조치라고 불렀다.

### 1947년 포털 투 포털 법
1946년 미국 연방 대법원은 Anderson v. Mt. Clemens Pottery Co. 판결에서 고용주가 통제하고 전적으로 고용주의 이익을 위해 수행되는 예비 작업 활동은 FLSA에 따라 적절히 근무 시간에 포함되어야 한다고 판결했다.
이에 대응하여 의회는 1947년 포털 투 포털 법을 통과시켰고, 이는 대법원의 결정을 축소했다. 이 법은 보상 가능한 근무 시간으로 간주되는 시간의 종류를 정확히 명시했다. 일반적으로 직원이 고용주에게 이익이 되는 활동에 종사하는 한, 언제 수행되든 관계없이 고용주는 해당 시간에 대해 직원에게 급여를 지급할 의무가 있다. 이 법은 또한 직장으로의 이동은 고용의 정상적인 부대적인 일이며 유급 근무 시간으로 간주되어서는 안 된다고 명시했다.
이 법은 직원이 보상받지 못한 시간에 대해 소송을 제기할 수 있는 기간을 2년으로 명시했다. 법안에 서명할 때 해리 트루먼 대통령은 의회에 최저임금을 시간당 40센트에서 65센트로 인상할 것을 촉구했다.

### 1949년 공정근로기준법 개정안
1938년 FLSA의 완전한 효과는 1940년대의 전시 인플레이션으로 인해 연기되었는데, 이는 (명목) 임금을 법에 명시된 수준 이상으로 증가시켰기 때문이다. 1949년 10월 26일, 트루먼 대통령은 1949년 공정근로기준법 개정법(ch. 736, Pub.L. 81–393, 63 Stat. 910, 29 U.S.C. § 201)에 서명했다.
이 법은 초과근무 수당 계산 목적을 위한 직원의 "정상 임금"을 정의했다. 이 법은 직원이 주간 통상을 위한 상품 생산에 "직접적으로 필수적인" 경우 공정근로기준법의 적용을 받는다고 명시했다. 이 법은 최저임금을 시간당 40센트에서 75센트로 인상했으며, 1950년 1월 24일부터 효력을 발휘했다. 이 법은 통상 또는 통상 목적의 상품 생산에서 억압적인 아동 노동을 금지했다. 이 법에는 또한 특정 근로자 계층에 대한 몇 가지 새로운 면제가 포함되었다.

### 1955년 개정안
1955년, 미국 대통령 드와이트 D. 아이젠하워는 의회에 FLSA를 개정하여 최저임금법 적용을 받는 직원의 수를 늘리고 최저임금 자체를 시간당 90센트로 인상할 것을 촉구했다. 당시에는 소매업 근로자와 서비스업 근로자가 최저임금법의 적용을 받지 않았다.
의회는 FLSA에 대한 개정안을 통과시켰고, 아이젠하워 대통령은 1955년 8월 12일에 서명했다. 이 개정안은 최저임금을 시간당 75센트에서 1달러로 인상했으며, 1956년 3월 1일부터 효력을 발휘했다. 일부 의원들의 압력에도 불구하고, 소매업 근로자, 서비스업 근로자, 농업 근로자, 건설업 근로자는 여전히 최저임금 이상을 받을 의무가 없었다.

### 1961년 개정안
1961년 개정안은 사업체 적용 범위라는 유형의 적용 범위를 결정하는 또 다른 방법을 추가했다. 사업체 적용 범위는 사업체가 주간 통상에 관련되어 있고 연간 총 사업량이 최소 50만 달러일 때만 적용된다. "사업체"에 고용된 모든 직원은 "사업체의 개별 회사가 연간 50만 달러 이상의 수익을 올리는 경우" FLSA의 적용을 받는다. 원래 1938년 법에 따르면, 주간 통상 채널에서 일하는 근로자는 개인으로서 적용 범위를 갖는다. "주간 통상"은 매우 넓게 해석되어 대부분의 업무가 포함되는데, 예를 들어 다른 주에서 물품을 주문하거나, 싣거나, 사용하거나, 다른 주 은행에서 발급된 신용카드를 사용하여 고객으로부터 지불을 받는 경우 등이 있다.
1961년 개정안은 또한 학교, 병원, 요양원 또는 기타 주거 시설에 대한 적용 범위가 자동으로 적용된다고 명시했다. 정부 수준에 관계없이 모든 정부 기관에 대해서도 적용 범위가 자동으로 적용된다. 교회 및 자선 단체와 같이 사업 목적으로 조직되지 않은 특정 기관에는 적용 범위가 적용되지 않는다. 최저임금 수준은 시간당 1.25달러로 다시 인상되었다. 임금으로 간주될 수 있는 것이 구체적으로 정의되었고, 미지급 임금에 대한 소송 제기 권리가 부여되었다.

### 1963년 균등 임금법
1963년 균등 임금법은 FLSA를 개정하여 특정 근로자에게 성별만을 근거로 다른 근로자보다 낮은 임금을 지급하는 것을 불법화하기 위해 제정되었다. 이 법은 흔히 "동일노동 동일임금"이라는 구호로 요약된다. 균등 임금법은 고용주가 근속 시스템, 성과 시스템, 생산량 또는 생산 품질에 따라 수입을 측정하는 시스템, 또는 성별 외의 다른 요인에 따라 임금을 설정하는 경우에만 동일 노동에 대한 불균등 임금을 허용한다. EPA의 처음 9년 동안, 동일 노동에 대한 동일 임금 요구 사항은 경영직, 행정직 또는 전문직, 또는 외부 영업사원으로 고용된 사람들에게는 적용되지 않았다. 따라서 EPA는 화이트칼라 여성들을 동일 노동에 대한 동일 임금 보호에서 제외했다. 1972년, 의회는 FLSA를 개정하여 EPA의 적용 범위를 이러한 직원들에게 확장하는 1972년 교육 개정안을 제정했는데, 이는 FLSA의 전문직 근로자 면제에서 EPA를 제외함으로써 이루어졌다.

### 1966년 개정안
1966년 개정안은 일부 농업 근로자에게 적용 범위를 확대하고 최저임금을 단계적으로 시간당 1.60달러로 인상했다. 1966년 공정근로기준법 개정안은 또한 연방 직원에게 처음으로 적용 범위를 부여했다.
여러 경제 부문에서 최저임금을 인상한 1966년 개정안의 효과에 대한 2021년 연구에 따르면, 최저임금 인상은 고용에 대한 부정적인 총체적 영향 없이 소득을 급격히 증가시켰다. 이 법안은 또한 인종 간 임금 격차를 실질적으로 줄였다.

### 1967년 고용상 연령 차별 금지법
1967년 고용상 연령 차별 금지법 (ADEA)은 40세 이상인 사람에 대한 고용 차별을 금지했다. ADEA 통과 이전에는 일부 고령 근로자들이 연령을 이유로 건강 혜택을 거부당하고 교육 기회를 박탈당했다. 이 법은 20명 이상의 근로자를 고용하는 사업장에만 적용된다.

### 1974년 공정근로기준법 개정안
1974년 개정안은 이전에 적용되지 않았던 다른 주 및 지방 정부 직원으로 적용 범위를 확대했다. 가사 근로자도 적용 대상이 되었고, 최저임금은 단계적으로 시간당 2.30달러로 인상되었다.

### 1977년 공정근로기준법 개정안
1977년 개정안은 1981년까지 매년 최저임금을 시간당 3.35달러로 인상했다. 팁을 받는 직원과 팁 크레딧에 관련된 변경이 이루어졌다. 특정 호텔, 모텔, 식당 직원에게 적용되던 부분적인 초과근무 면제가 단계적으로 폐지되었다.

### 1983년 이주 및 계절 농업 근로자 보호법
1983년에 제정된 이주 및 계절 농업 근로자 보호법 (MSPA)은 이주 및 계절 농업 근로자에게 임금, 근로 조건 및 근로 관련 조건에 대한 보호를 제공하고, 농업 노동 계약자들이 미국 노동부에 등록하도록 요구하며, 농업 근로자, 농업 협회 및 농업 고용주에 대한 필요한 보호를 보장하도록 설계되었다.

### 1985년 공정근로기준법 개정안
개정안은 주 및 지방 정부 고용주가 직원들에게 초과근무 수당 대신 유급 휴가를 제공하여 초과근무 시간을 보상할 수 있도록 허용했다. 유급 휴가는 공정근로기준법에서 초과근무 보상이 요구되는 각 근무 시간당 1.5시간의 비율로 제공되어야 한다. 다른 고용주는 초과근무 수당 대신 유급 휴가로 직원을 보상할 수 없다.
이 개정안은 주 및 지방 정부가 소방, 법 집행, 교정 보안 직원들이 수행하는 특별 세부 업무에 대해 초과근무 수당을 지급할 의무를 면제했다. 이 개정안은 주 및 지방 정부가 직원의 정규 상근직과 실질적으로 다른 능력으로 불규칙적으로 일하는 직원에게 초과근무 수당을 지급할 의무를 면제했다.
이 개정안은 주 또는 지방 정부 기관을 위해 서비스를 수행하는 자원봉사자가 보상을 받지 않거나 명목상의 보상만 받는 경우 공정근로기준법의 적용을 받지 않는다고 명시했다.
이 개정안은 입법 도서관 직원을 제외한 주 및 지방 입법 직원은 공정근로기준법의 적용을 받지 않는다고 명시했다.

### 1986년 개정안
1986년, 공정근로기준법은 미국 노동부 장관이 연령, 신체적 또는 정신적 결함 또는 부상으로 인해 소득 또는 생산 능력이 손상된 개인에게 최저임금 미만을 지급할 수 있도록 특별 증명서를 발급할 수 있도록 개정되었다. 이러한 직원들은 여전히 개인의 생산성과 관련이 있고 유사한 위치에 고용된 비장애인 근로자에게 지급되는 임금에 상응하는 임금을 받아야 한다. 그러나 장애인 근로자에게 최저임금 미만을 지급하는 것은 버몬트주에서 2002년에, 뉴햄프셔주에서 2015년에, 메릴랜드주에서 2016년에, 그리고 알래스카주에서 2018년에 불법화되었다.

#### 14(c)조
공정근로기준법 14(c)조는 노동부 임금 및 시간 부서(WHD)의 승인을 받아 특정 고용주가 장애가 있는 직원에게 최저임금 미만을 지급할 수 있다고 명시한다. 최저임금 미만이 적용되려면, 근로자의 장애가 해당 직무에서의 생산성에 직접적인 영향을 미쳐야 한다. 고용주는 장애인 근로자의 업무가 비장애인 근로자를 위해 설정된 기준보다 생산성이 낮음을 입증해야 한다. WHD의 승인을 받으면, 장애인 근로자의 임금은 비장애인 근로자와 비교하여 그들의 생산성과 연관될 수 있다. 최소 6개월마다 14(c)조에 따라 인증된 고용주는 시간당 직원의 특별 최저임금을 검토해야 한다. 매년 14(c)조 고용주는 또한 특별 최저임금을 받는 근로자의 임금률을 비장애인 직원의 임금률과 비교하여 조정해야 한다. 고용주의 최저임금 검토에 대한 이러한 요구 사항은 1986년 개정안을 통해 14(c)조에 추가되었다. 이 조항의 의도는 장애인의 고용을 증가시키는 것이다. 최저임금 강제에 대한 우려는 장애인 근로자의 일자리 기회가 감소할 것이라는 점이었으므로, 14(c)조는 기회 손실을 상쇄하기 위해 필요한 경우에만 활용되어야 한다.
14(c)조 근로자의 대부분은 작업 센터를 통해 고용되지만, 이들은 또한 기업, 학교, 병원을 통해서도 일한다. 2024년 현재, 전국적으로 733개의 고용주가 인증서를 발급받았고 47개의 인증서가 보류 중이며 39,499명의 장애인 개인을 고용하고 있다. 장애인 근로자의 50% 이상은 장애로 인한 생산성 감소로 인해 고용주로부터 시간당 2.50달러 이하를 받았다. H.R. 873 또는 2019년 7월 하원을 통과했지만 통과되지 않은 H.R. 582(임금 인상법)와 같이 14(c)조 인증을 폐지하고 궁극적으로 단계적으로 중단할 것을 제안하는 여러 법안이 있다. 양당 모두 이 프로그램을 폐지하는 것에 대한 지지를 표명했다. 2025년에는 제안된 규제가 의회에서 다시 투표에 부쳐질 예정이다.

### 1986년 국방부 승인법
1986년 국방부 승인법은 모든 연방 계약에 대한 8시간 일일 초과근무 요구 사항을 폐지했다.

### 1989년 공정근로기준법 개정안
1989년, 미국 상원 의원 에드워드 M. 케네디는 최저임금을 시간당 3.35달러에서 4.55달러로 단계적으로 인상하는 법안을 발의했다. 미국 노동부 장관 엘리자베스 돌은 최저임금을 시간당 4.25달러로 인상하는 것을 지지했으며, 신규 직원의 첫 90일 고용 기간 동안 시간당 3.35달러의 최저임금을 허용하는 것도 지지했다. 돌 장관은 조지 H. W. 부시 미국 대통령이 최저임금을 시간당 4.25달러 이상으로 인상하는 모든 법안에 대해 거부권을 행사할 것이라고 말했다.
찬성 248표 대 반대 171표로 미국 하원은 2년 동안 단계적으로 최저임금을 시간당 4.55달러로 인상하는 법안을 승인했다. 이 법안은 또한 고용주가 신규 고용 직원의 첫 60일 고용 기간 동안 최저임금의 최소 85%를 지급할 수 있도록 허용했다. 이 법안은 또한 소규모 사업장에 대한 최저임금법 면제 범위를 연간 매출 362,500달러에서 500,000달러로 늘렸다. 찬성 61표 대 반대 39표로 미국 상원은 최저임금을 시간당 4.55달러로 인상하는 법안을 승인했다. 부시 대통령은 이 법안에 거부권을 행사하며, 인상이 "과도하다"고 말했다. 하원은 거부권을 무효화하려 했으나 247대 178로 무효화에 실패했으며, 37표가 부족했다.
찬성 382표 대 반대 37표로 하원은 1990년 4월부터 최저임금을 시간당 3.80달러로, 1991년 4월 1일부터는 시간당 4.25달러로 인상하는 수정된 법안을 승인했다. 이 법안은 20세 미만 직원에게는 더 낮은 최저임금을 허용했다. 이 법안은 소매업과 비소매업 기업에 대한 최저임금 차등을 없앴다. 다음 주에 상원은 89표 대 8표로 이 법안을 승인했다. 오린 해치 상원의원, 스티브 심즈 상원의원, 필 그램 상원의원은 소규모 사업체와 이주 또는 계절 근로자를 고용하는 농업인에 대한 최저임금 면제를 통과시키는 데 실패했다. 부시 대통령은 2주 후 이 법안에 서명했다.

### 1990년 개정안
컴퓨터 과학은 비교적 새로운 분야였지만, 1960년대부터 컴퓨터 서비스 분야의 기술 전문가들은 신중하게 정의된 경우 "전문가"로 간주되어 FLSA의 초과근무 수당 보호에서 면제되어야 한다고 주장되었다. 1990년 법안은 컴퓨터 근로자의 시급이 "적용 가능한 최저임금의 최소 6.5배 이상"인 경우 전문가로 분류했다.

### 1996년 소기업 고용 보호법
1996년 개정안은 최저임금을 시간당 5.15달러로 인상했다. 그러나 최저임금 인상을 규정한 1996년 소기업 고용 보호법 (PL 104-188)은 팁을 받는 직원을 미래 최저임금 인상에서 분리했다.

### 2004년 규칙 변경
2004년 8월 23일, FLSA의 최저임금 및 초과근무 요건 면제에 대한 논란이 많은 변경 사항이 발효되어 "면제" 직원의 정의에 상당한 수정이 이루어졌다. 미국 산업 전반의 하급 관리 감독관들이 "경영진"으로 재분류되어 초과근무 권리를 상실했다. 이러한 변경은 법률의 명확화가 필요하고 소수의 근로자만이 영향을 받을 것이라고 주장하는 기업 이해 관계자들의 요구에 따라 이루어졌다. 부시 행정부는 새로운 규정을 "FairPay"라고 불렀다. 그러나 AFL-CIO와 같은 다른 단체들은 이러한 변경으로 인해 수백만 명의 추가 근로자들이 FLSA에 따른 초과근무 수당 구제 대상에서 제외될 것이라고 주장했다. 의회에서 새로운 규정을 뒤집으려는 시도는 성공하지 못했다.
반대로, 이전에 면제로 분류되었던 일부 하급 직원(특히 행정 지원 직원)은 이제 비면제로 재분류되었다. 비록 이러한 직원들이 이전에 면제 상태를 결정하는 데 사용되었던 직책(예: "행정 보조원")을 가지고 있었지만, 2004년 FLSA 개정안은 이제 면제가 실제 직무 기능에 기반해야 하며 직책이 아니어야 한다고 요구한다. 이전에 면제를 허용했지만 직무 설명에 관리 기능이 포함되지 않았던 직책을 가진 직원들은 이제 면제에서 비면제로 재분류되었다.

### 2007년 공정 최저 임금법
2007년 5월 25일, 부시 대통령은 2007년 공정 최저 임금법이 포함된 추가 예산 법안(H.R. 2206)에 서명했다. 이 조항은 FLSA를 개정하여 2009년 7월 24일까지 최저임금이 시간당 7.25달러에 이르는 점진적인 인상 계획을 규정했다. 또한, 미국령인 아메리칸 사모아와 푸에르토리코도 일련의 점진적인 인상으로 본토 최저임금을 채택해야 했다.

### 2010년 환자 보호 및 보장법
환자 보호 및 보장법 (H.R. 3590) 4207조는 7조를 개정하여 "수유모를 위한 휴식 시간" 조항을 추가한다. 이 조항은 고용주가 모유 수유하는 어머니에게 모유를 유축할 시간을 제공해야 하며, "화장실이 아닌, 시야로부터 가려지고 동료 및 대중의 방해를 받지 않는 장소"를 직원들이 모유를 유축할 수 있도록 제공해야 한다고 명시한다.

### 2019년 규칙 변경
2019년 9월 27일, 노동부는 직원이 FLSA 면제 경영직, 행정직, 전문직 자격을 얻기 위한 급여 수준 또는 금액 기준을 주당 684달러(연간 35,568달러 상당)로 설정하는 규칙을 발표했다. 고소득 직원 자격을 얻기 위한 총 연간 보상 기준은 107,432달러로 설정되었다. 노동부가 총 연간 보상을 결정할 때, 이는 미국 내 풀타임 급여 직원의 주간 소득의 80번째 백분위수를 기준으로 했다.

### 제안된 개정안

#### 2009/2013년 유급 휴가법
앨런 그레이슨 하원의원이 2009년 5월 21일에 발의한 2009년 유급 휴가법은 직원 100명 이상의 모든 고용주가 모든 적격 직원에게 유급 휴가를 제공할 것을 제안했다. 이 유급 휴가 기간은 처음에는 7일 근무일로 정의되었고, 법안 통과 3년 후에는 14일 근무일로 증가했다. 또한, 직원 50명 이상의 고용주는 1주 근무일의 유급 휴가를 제공해야 했다. 이 휴가 기간은 12개월 이내에 사용되어야 했다. 이러한 조건 외에도, 이 법안은 노동부 장관이 감독하는 대국민 홍보 캠페인을 승인하고 직장에서 유급 휴가가 미치는 영향에 대한 연구를 수행할 것을 요구했다. 2009년 5월 21일, 이 법안은 하원 교육 및 노동위원회에 회부되었고, 두 달 후에는 노동력 보호 소위원회에 회부되었다. 이 법안은 보고서나 권고 없이 소위원회에 남아 있었다. 제안 당시 H.R. 2563은 두 명의 원 공동 발의자가 있었고, 2009년 7월에 두 명의 추가 공동 발의자가 추가되었다.
2013년에 그레이슨 하원의원은 유급 휴가법을 H.R. 2096으로 재발의했다. 2009년 제안의 발견 섹션을 생략한 것을 제외하면 H.R. 2096은 H.R. 2563과 사실상 동일했다. 그레이슨 하원의원은 이 법안의 단독 원 발의자였으며, 이 법안은 즉시 하원 교육 및 노동위원회에 회부되었다. 원래 제안과 마찬가지로, 이 법안은 2013년 7월에 하원 노동력 보호 소위원회에 회부되었다. 위원회나 소위원회에서 어떠한 보고서도 발행되지 않았다. 두 법안 모두 일자리 또는 혜택 상실에 대한 우려를 표명한 반대에 부딪혔다.

#### 2014년 최저 임금 공정성 법
2014년 4월, 미국 상원은 최저 임금 공정성 법(S. 1737; 113차 의회)을 논의했다. 이 법안은 1938년 공정근로기준법(FLSA)을 개정하여 2년 동안 연방 직원 최저임금을 시간당 10.10달러로 인상하는 내용을 담고 있었다. 이 법안은 버락 오바마 대통령과 많은 민주당 상원의원들의 강력한 지지를 받았지만, 상원과 하원의 공화당원들로부터 강력한 반대에 부딪혔다.

#### 2015년 건강가족법
2015년 1월, 버락 오바마 미국 대통령은 의회에 건강가족법을 통과시켜 줄 것을 요청했다. 이 법에 따르면 고용주는 직원에게 30시간 근무당 1시간의 유급 병가를 제공할 수 있으며, 연간 최대 7일 또는 56시간의 유급 병가를 제공할 수 있다. 이는 직원에게 초과근무 수당을 지급하는 대신이다. 제안된 법안은 공정근로기준법에 정의된 대로 15명 이상의 직원을 고용하는 고용주에게 적용될 예정이었다.

#### 2015년 규칙 제정 제안
2015년 7월 6일, 노동부는 미국 대통령 버락 오바마가 서명한 2014년 대통령 메모를 바탕으로 제안 규칙 제정 통지서를 발표했다. 이 메모는 노동부에 화이트칼라 근로자 중 FLSA의 최저임금 및 초과근무 기준에 의해 보호받는 직원을 정의하는 규정을 업데이트하도록 지시했다. 2016년 5월 18일, 최종 규칙이 발표되었는데, 이 규칙은 주당 913달러 미만의 급여를 받는 직원에게 2016년 12월 1일부터 초과근무 수당을 지급하도록 요구하며, 2020년 1월 1일부터 3년마다 기준을 자동으로 조정하도록 했다.
2016년 11월 23일, 미국 지방 법원 판사는 노동부가 해당 규정을 발표할 권한이 있는지 여부를 결정할 시간을 확보하기 위해 규칙 시행을 전국적으로 일시적으로 중단하는 금지명령을 내렸다. 도널드 트럼프 1기 행정부가 2017년 1월에 집권했을 때, 그들은 법정에서 해당 규칙을 변호하지 않기로 선택했으며, 이는 8월 31일의 약식 판결로 이어져 해당 규칙이 무효화되었다. 이는 기준이 너무 높아 직무 테스트가 무의미해졌기 때문이며, 규칙에 의해 제공된 자동 조정이 불법이었기 때문이다.

#### 2016년 임금 도용 방지 및 임금 회수법
2016년 9월, 미국 하원과 상원의 민주당 의원들은 임금 도용 방지 및 임금 회수법을 발의했다. 이 법은 FLSA 소송에서 고용주의 책임을 고용주가 약속한 금액으로 늘리고, 분쟁 전 중재 합의가 법원에서의 임금 도용 주장을 방해하는 것을 금지하며, 임금 도용 피해를 입은 근로자의 개별 동의 없이 FLSA 집단 소송을 제기할 수 있도록 하고, 위반에 대한 자동 벌금을 부과하며, 노동부가 위반자를 법무부에 기소하도록 재량권을 부여할 예정이었다. 이 법안은 하원과 상원 모두에서 위원회를 통과하지 못했다.

## 같이 보기
틀:Slist wage
- 미국 노동법
- 미국의 아동 권리 연표
- 프랭크 머피
- 제2차 권리 장전
- 미국의 고용 차별법
- Tennessee Coal, Iron & Railroad Co. v. Muscoda Local No. 123
- 가르시아 대 샌안토니오 교통국 사건
- 생활임금
- 미국의 최저임금
- 미국 최저임금 목록
- 최고임금
- 임금 노예
- 일요일 휴무법

## 추가 자료
- Boles, Walter E. (1940). "Some Aspects of the Fair Labor Standards Act". Southern Economic Journal. 6 (4): 498–511.
- Burkhauser, Richard V.; Finegan, T. Aldrich (1989). 《The Minimum Wage and the Poor: The End of a Relationship》. 《Journal of Policy Analysis and Management》 8 (Association for Public Policy Analysis and Management). 53–71쪽. doi:10.2307/3324424. JSTOR 3324424.
- Grossman, J. (1978). 《Fair Labor Standards Act of 1938: Maximum Struggle for a Minimum Wage》. 《Monthly Labor Review》 101. 22–30쪽. PMID 10307721.
- Lechner, Jay P. (2005). 《The New FLSA White-Collar Regulations—Analysis of Changes》. 《Florida Bar Journal》 79. 20쪽. 2007년 3월 13일에 원본 문서에서 보존된 문서.
- Mettler, Suzanne B. (1994). 《Federalism, Gender, & the Fair Labor Standards Act of 1938》. 《Polity》 26 (Palgrave Macmillan Journals). 635–654쪽. doi:10.2307/3235098. JSTOR 3235098. S2CID 155777199.

### 기타
- “Wage and Hour Law: Meal and Rest Periods”. 2010년 11월 21일에 원본 문서에서 보존된 문서.
- “Purchasing power of minimum wage from 1958 to 2002” (PDF). 《fiscalpolicy.org》. 2016년 8월 3일에 원본 문서 (PDF)에서 보존된 문서. 2008년 10월 22일에 확인함.
- “AFL-CIO, American Federation of Labor - Congress of Industrial Organizations”.
  - “Minimum wage”. 《aflcio.org》. 2005년 9월 3일에 원본 문서에서 보존된 문서.
  - “2004 changes in overtime regulations” (PDF). 《aflcio.org》. 2008년 9월 10일에 원본 문서 (PDF)에서 보존된 문서.
- “Average U.S. farm and non-farm wages compared to the minimum wage (1981 - 2004)”. 《usda.gov》. 2006년 9월 26일에 원본 문서에서 보존된 문서.
- “Impact of Proposed Minimum-Wage Increase on Low-income Families” (PDF). 《Center for Economic and Policy Research》. 2005년 12월 19일에 원본 문서 (PDF)에서 보존된 문서.
- “FLSA Decisions”. 《Overtime Law Blog》.
- “Association of Community Organizations for Reform Now”.
- “Center for Policy Alternatives”. 《stateaction.org》. 2006년 3월 27일에 원본 문서에서 보존된 문서.
- “Minimum Wage”. 《The Economic Policy Institute》. 2009년 1월 21일에 원본 문서에서 보존된 문서.
  - “Analysis of 2004 change in overtime regulations”. 《epinet.org》. 2007년 12월 1일에 원본 문서에서 보존된 문서.
- “Floridians for All”.
- “Raising the National Minimum Wage: Information, Opinion, Research”.
- “Minimum wage”. 《workplacefairness.org》. 2014년 3월 26일에 원본 문서에서 보존된 문서. 2008년 10월 22일에 확인함.
  - “Overtime compensation”. 《workplacefairness.org》. 2014년 3월 26일에 원본 문서에서 보존된 문서. 2008년 10월 22일에 확인함.
- “Business & Legal Reports”. 2007년 3월 13일에 원본 문서에서 보존된 문서.
  - “Study Finds Many Day Laborers Exploited”. 2019년 11월 4일에 원본 문서에서 보존된 문서.
  - “Supreme Court Clarifies Wage and Hour Law”. 2019년 11월 4일에 원본 문서에서 보존된 문서.
- “Exempt and Non-Exempt Employees Definition”. 2012년 3월 1일에 원본 문서에서 보존된 문서. 2008년 10월 22일에 확인함.
- “Fair Labor Standards Act - FLSA”. 《29 U.S. Code Chapter 8》. 2008년 12월 8일에 원본 문서에서 보존된 문서.
- “Calculate Pay for Tipped and Non-Tipped Employees per State, Including Tip-Credit”. 《WaitressCalc 2012》. 2013년 2월 5일에 원본 문서에서 보존된 문서.
- “FLSA comp time”. 2021년 10월 22일에 원본 문서에서 보존된 문서. 2012년 5월 15일에 확인함.
- “Wage-Law Enforcer: 'Jaw-Dropping' Violations Demand Tougher Action”. 《The Wall Street Journal》. 2014년 12월 30일.